# Brian Vandenbussche
Pour les articles homonymes, voir Vandenbussche.
Brian Vandenbussche, né le 24 septembre 1981 à Blankenberge en Belgique, est un footballeur international et entraîneur belge qui joue au poste de gardien de but.
Il est actuellement entraîneur des gardiens au Royal Antwerp FC.

## Biographie

### En club
Il joue son premier match en équipe A du Sparta Rotterdam lors de la saison 2001-2002 contre le Roda JC. Brian joue aussi les deux saisons suivantes à Rotterdam avant de rejoindre le SC Heerenveen. Il y joue la Coupe UEFA et devient international belge en 2006 où il compte 3  sélections.

### En équipe nationale
Sous les ordres du sélectionneur national belge René Vandereycken, il était avec Olivier Renard, Davy Schollen, Silvio Proto et Logan Bailly l'un des gardiens réserviste de équipe nationale belge pour remplacer Stijn Stijnen. De 2006 à 2009, il joue trois matchs pour son pays.

## Palmarès

### En club
|  |  | KAA La Gantoise - Championnat de Belgique (1) : - Champion : 2015 |  | SC Heerenveen - Coupe des Pays-Bas (1) : - Vainqueur : 2009 |